# Dział (Nowy Targ)
Pour les articles homonymes, voir Dział.
Dział est une localité polonaise de la gmina de Czarny Dunajec, située dans le powiat de Nowy Targ en voïvodie de Petite-Pologne.